# Důl Sauersack
Důl Sauersack (též důl Rolava nebo lidově Cíňák) se nachází v obci Rolava v okrese Sokolov v Karlovarském kraji. Jedná se o pozůstatky důlního komplexu, který v letech 1940-1945 provozovala německá firma Zinnbergbau Sudetenland. Důl sloužil k těžbě cínu a nacházely se zde i ubytovny pro civilní zaměstnance, válečné zajatce a dozorce, dále úpravna rudy a další technické zázemí.

## Historie
Těžba cínu v okolí budoucího dolu začala nejspíše již v 12. a 13. století, ale nejsou pro to doložené žádné písemné doklady. Nejstarší písemný záznam o hledání cínové rudy pochází z roku 1494. Jedná se o soudní spor k cínovému právu k místu zvanému Sawersack. V roce 1556 byl v Přebuzi zřízen horní úřad, čímž se těžba cínu stala oficiální aktivitou. Během 1. světové války se těžba zastavila a pouze probíhalo zkoumání místních ložisek. V té době se ale těžba na tomto místě nezdála být efektivní.
Novým majitelem dolů se stala firma Zinnbergbau Sudetenland GmbH. V roce 1940 se asi kilometr západně od dolu Rolava 2 začala hloubit nová šachta s názvem Jáma I. Cílem bylo prozkoumat rozsah zrudnění v okolí, včetně nafárání stařin severně od obce Rolava.
Šachta byla hluboká 150 metrů s patry 36 m, 60 m a 120 m. V prostředním patře byly rozsáhlé chodby v délce 1,5 km. Východním směrem došlo k propojení s jámou II. Celkově v úseku jámy bylo vyraženo 4,5 km průzkumných chodeb. Greisenové žíly byly však tak slabé, že nestálo za to je těžit.[zdroj?]
Jáma I se stala centrem rozsáhlého důlně zpracovatelského komplexu, který čítal asi 40 budov. O jejich vybudování se postarala firma Pittel-Brausewetter z Karlových Varů. Především šlo o šachetní budovu, úpravnu rudy a veškeré technické, sociální a administrativních zabezpečení provozu. Dále baráky pro civilní zaměstnance, válečné zajatce a dozorce. Strojní zařízení na zpracování rudy dodala v roce 1942 firma Krupp-Gruson-Werk z Magdeburgu. Těžní věž a úpravna rudy byly provedeny jako jedna rozsáhlá budova. Tato úpravna měla zpracovávat 150 tun rudy denně a byla na svou dobu tak velmi moderní. Cínový koncentrát (obsah kovu v rudině asi 43 %) byl odvážen auty do Nových Hamrů a odtud do huti ve Freiburgu. Severně od komplexu bylo zřízeno odkaliště. Náklady na výstavbu dosáhly 11,5 milionů říšských marek. Provoz úpravny byl zahájen 4.2.1943.
Zásoba rudy v ložisku byla odhadnuta na 188 000 tun s obsahem 822 t cínu. Do dubna 1945 však bylo vytěženo pouze 73 000 t rudy a vyrobeno 105 tun cínu v koncentrátu (0,14 %). Panuje však podezření, že tyto výsledky byly zmanipulované a možná toho bylo ještě méně. Za těchto poměrů mohl závod fungovat jen díky válečnému hospodářství. Výstavba byla předčasná a nevhodně situovaná u Jámy I.[zdroj?]
Při výstavbě a během provozu zde pracovalo až 650 dělníků, z čehož byly zhruba dvě třetiny váleční zajatci.[zdroj?]

### Zajatecký tábor
Zajatecký tábor Rolava se nacházel v jižní části stejnojmenného dolu v západních Čechách. Vznikl během druhé světové války a byl součástí německého vězeňského systému STALAG XIIIB.[zdroj?]
Kapacita kmenových táborů STALAG XIIIB byla vždy menší než počet vězňů registrovaných v táboře. Vězni byli rozděleni do pracovních skupin podle kvalifikace a fyzické zdatnosti a zařazeni do zemědělství, hornictví, stavebnictví a průmyslu. V táboře Rolava působilo pracovní komando č. 7083.[zdroj?]
Většinu tvořili Sověti (až 500 lidí na vrcholu) a Francouzi (asi 150). Byli tam ale také Řekové, Italové, Ukrajinci nebo Poláci. V táboře pracovalo i několik nuceně nasazených Čechů, a to v řemeslech (krejčí, švec aj.). Jelikož nešlo o zajatce, byli zřejmě ubytováni mimo areál tábora pod správou Wehrmachtu.[zdroj?]
Pozůstatky táborových budov z první etapy výstavby lze ještě dnes rozpoznat podle betonových základových desek a soklů, na kterých byly umístěny typické kompozitní dřevěné baráky. Na okraji areálu jsou i skromnější dřevostavby, které se daly využít i k bydlení, neboť byly vybaveny topením a vodovodem.[zdroj?]
Písemné zdroje naznačují, že stavba tábora byla problematická kvůli bahnitému terénu. V jihozápadním rohu pozemku je pevná kanalizační síť. Necelá stovka odkrytých studní představuje nebezpečí pro neopatrné návštěvníky, zejména v zimě.[zdroj?]

### Konec války
V roce 1945 procházela územím demarkační linie. Na místo se nejprve dostavili Američané a posléze přenechali místo Rusům. Patrně přišla nečekaně, jelikož podle svědectví došlo k hromadnému útěku dozorců a následně i zajatců. Archivní materiály se nějaké dochovaly, ale nelze to s jistotou potvrdit.[zdroj?]
Důl byl udržován v provozuschopném stavu podnikem Rudné doly Příbram. Vzhledem k vysokým nákladům na čerpání důlní vody se šachta nechala zatopit. V letech 1946-1947 probíhaly v podzemí a na povrchu demontážní práce. V letech 1965 proběhl vrtný průzkum a v roce 1992 proběhlo provádění posudku. Značná část budov byla poškozena. Dřevěnou těžební věž poškodil požár. Zřejmě byl areál poničen i místním obyvatelstvem.[zdroj?]

## Současnost
Dnes se areál nazývá lidově „Cíňák“. Více či méně jsou zarostlé základy většiny budov. Dochovalo se torzo pětipatrového zásobníku rudiny, haly a kruhový bazén na zahušťování kalů. Dřevěné budovy zajateckého tábora zmizely. V současné době slouží ruiny areálu jako památka na hornické počínání a tvoří specifické prostředí pro vzácnou flóru a faunu.[zdroj?]
V celorepublikovém měřítku je toto místo masivně navštěvováno turisty. Přispívá k tomu jeho ponurá atmosféra a především řada zcela nesmyslných fám, které se tradují již desítky let – například že se v podzemních dílnách vyráběly součástky do raket V-2 a do ponorek, že jsou zde ukryty nacistické poklady a tajné dokumenty, že zde na konci války nacisté zasypali v podzemí značný počet vězňů atd. Areál bývá příležitostně zneužíván hráči paintballu, airsoftu a hledači pokladů. Scházejí se zde příznivci paranormálních jevů a umělečtí performeři. Byly zde natočeny záběry do kriminálního seriálu Rapl. V roce 2012 byla v širším okolí vyhlášena národní přírodní rezervace Rolavská vrchoviště chránící přirozené lesní porosty rašelinných a podmáčených smrčin, společenstva vrchovišť s klečí a horská a podhorská vřesoviště.[zdroj?]